# تايلس أوف هارتس
تايلس أوف هارتس (بالإنجليزية: Tales of Hearts)‏ هي لعبة فيديو تقمص أدوار يابانية تم إنتاجها في سنة 2008 على جهاز نينتندو 3دي إس وفي 2013 على أجهزة البلاي ستيشن، تم تطويرها من قبل شركة نامكو تيلز ستوديو وتم نشرها من قبل شركة بانداي نامكو إنترتينمنت، وهي اللعبة الحادية عشر من سلسلة ألعاب تيلز.